# Шатухина, Антонина Владимировна
Антонина Владимировна Шатухина — советский хозяйственный деятель, Герой Социалистического Труда.

## Биография
Родилась в 1936 году в местечке Княжицы. Член КПСС.
Окончила Могилёвское городское техническое училище № 4.
В 1956—1965 годах — маляр управления отделочных работ строительного управления в городе Комсомольске-на-Амуре.
В 1965—1991 годах — бригадир маляров специализированного управления отделочных работ № 65 строительного треста № 17 «Лавсанстрой» Министерства промышленного строительства Белорусской ССР.
Указом Президиума Верховного Совета СССР от 29 апреля 1974 года присвоено звание Героя Социалистического Труда с вручением ордена Ленина и золотой медали «Серп и Молот».
Депутат Верховного Совета Белорусской ССР 9-го созыва. Делегат XXV съезда КПСС.
Живёт в Могилеве.

## Награды и звания
- Герой Социалистического Труда (29.04.1974)
- Орден Ленина (29.04.1974)
- Орден Знак Почёта (05.04.1971)